# Ахтямов, Ибниямин Абусугутович
Ибниямин Абусугутович (Абуссугудович) Ахтя́мов (тат. Ибнеәмин Әбүсогыд улы Әхтәмов, 6 (18) ноября 1877, Уфа — 1941, СССР) — присяжный поверенный, депутат IV Государственной думы Российской империи от Уфимской губернии (1912—1917), председатель президиума Всероссийского съезда представителей мусульманских общественных организаций в Петрограде. В декабре 1916 года выступал защитником на процессе над участниками Среднеазиатского восстания. Заместитель председателя Национального управления тюрко-татар-мусульман внутри России и Сибири («Милли идарэ») и член КОМУЧа (1918). В 1938 году был арестован по делу «Идель-Уральской организации». Брат меньшевика Ибрагима Ахтямова.

## Биография

### Ранние годы
Ибниямин Ахтямов родился 6 (18) ноября 1877 года в Уфе в семье депутата I Думы А. А. Ахтямова (1843—1920). Ибниямин учился в Уфимской мужской и Третьей Казанской классических гимназиях. В 1898 году он поступил на физико-математический факультет Санкт-Петербургского университета, но уже в следующем году был исключён из этого учебного заведения за участие в студенческих волнениях.
В 1901 году Ахтямов был арестован в столице по делу «Комитета рабочей организации» и, после трёхмесячного тюремного заключения, был выслан в административном порядке на малую родину — в Уфу. В 1905 году, после отбывания срока ссылки, Ибниямин Ахтямов возобновил учёбу в Санкт-Петербургском университете. 8 апреля 1905 года он принял участие в собрании исламских деятелей на квартире Г. Ибрагима в Петербурге: собравшиеся представители исламской интеллигенции (Гаяз Максудов, сам Ахтямов, Ахмед Агаев, Али-Мардан Топчибашев и Али Хусаин-заде) приняли принципиальное решение о создании единого Духовного управления для всех мусульман Российской империи.
В 1907 году И. А. Ахтямов окончил естественное отделение физико-математического факультета столичного университета, а через три года, 15 декабря 1910-го его юридический факультет. Ахтямов устроился помощником присяжного поверенного округа в Казанской судебной палате. В 1903 году он вступил в Партию социалистов-революционеров, хотя одновременно сотрудничал и с социал-демократами (его брат был известным уфимским меньшевиком). В 1912 году, из недвижимого имущества, Ибниямин Ахтямов владел домом в Уфе — точнее, ему принадлежала четверть «домовладения», стоимостью в 3479 рублей.

### Депутат IV Думы
20 октября 1912 года татарин (по другим данным — башкир) И. Ахтямов был избран в Четвёртую Государственную думу Российской империи от второго съезда городских избирателей Уфимской губернии. В IV Думе Ахтямов вошёл в Мусульманскую фракцию, стал её секретарём. Стал членом многих комиссий: по запросам, по судебным реформам, для выработки законопроекта о печати, земельной, по горным делам, финансовой. Он сочетал думскую работу с общественной и издательской деятельностью. Являлся одним из основателей и соиздателем (совместно с С. С. Джантюриным) газеты «Миллят» («Нация»), которая выходила в Санкт-Петербурге с 1913 по 1915 год и считалась неофициальным печатным органом Мусульманской фракции.
Ибниямин Ахтямов участвовал в подготовке и работе съезда мусульман, посвящённого вопросам реформирования религиозного управления, состоявшимся в июне 1914 года в столице. Являлся председателем президиума Всероссийского съезда представителей мусульманских общественных организаций в Петрограде (декабрь 1914 года), а также был избран в состав «Временного мусульманского комитета по оказанию помощи воинам и их семьям» — собрания, занимавшегося социальным обеспечением солдат Первой мировой войны и их родственников. В декабре 1916 года он выступил защитником на процессе над участниками Среднеазиатского восстания.

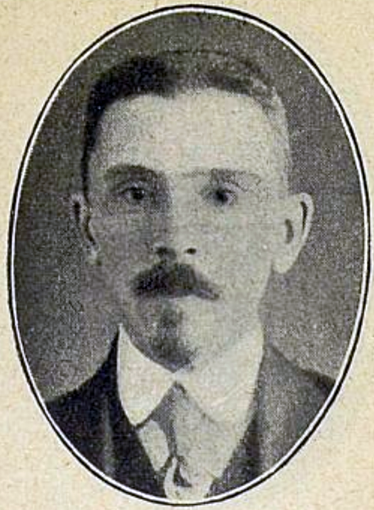
Ибниямин Ахтямов в 1913 году

### Татарское национальное движение
После Февральской революции 1917 года, в марте Ибниямин Абусугутович вошёл в состав Временного центрального бюро российских мусульман и тогда же стал председателем Комитета распространения среди мусульман гражданских идей. Был комиссаром Временного комитета Государственной думы (ВКГД) и Временного правительства в родной Уфимской губернии с 24 марта по 12 мая — вынужден был сложить свои полномочия в связи с болезнью.
В 1917—1918 годах Ахтямов являлся одним из активных деятелей татарского национального движения. В апреле он был избран председателем Первого съезда мусульман Уфимской губернии. Вскоре он стал членом президиума Первого Всероссийского съезда мусульман, проходившего в Москве с 1 по 11 мая 1917 года. На этом же съезде избрался кандидатом в члены Всероссийского мусульманского национального совета («Милли шуро»). В этот период он примыкал к фракции тюркистов и входил в законодательную комиссию.
В июне, на Втором Всероссийском съезде мусульман в Казани, И. Ахтямов стал членом комиссии мухтариата, которая была избрана для осуществления культурно-национальной автономии мусульман внутри России, на Урале и в Сибири, провозглашенной 22 июля. Ибниямин Абусугутович стал делегатом и Второго (июльского) губернского съезда мусульман; был избран председателем Уфимского губернского национального совета («шуро»). Являлся сторонником культурно-национальной автономии тюркских народов России. Он участвовал в Государственном совещании в августе в Москве, стал заместителем председателя Национального собрания мусульман внутренней России и Сибири («Милли Меджлис»; с 22 ноября 1917 по 11 января 1918 года, Уфа), после чего был избран заместителем председателя Национального управления тюрко-татар-мусульман внутри России и Сибири («Милли идарэ»; январь — апрель 1918). После отъезда председателя «Милли идарэ» С. Н. Максудова за границу исполнял его обязанности, причём, до начала 1920-х годов.
Ахтямов не признал большевистской власти. С лета 1918 года он состоял членом КОМУЧа. Был гласным Уфимской городской думы в сентябре 1918 года. С мая 1920 года Ибниямин Абусугутович был назначен инспектором Петропавловского уездного земского отдела по киргизским земельным делам, а с мая 1921 года он возглавил Акмолинский губернский Совет народных судей. По окончании Гражданской войны отошёл от активной политической деятельности.

### В советское время

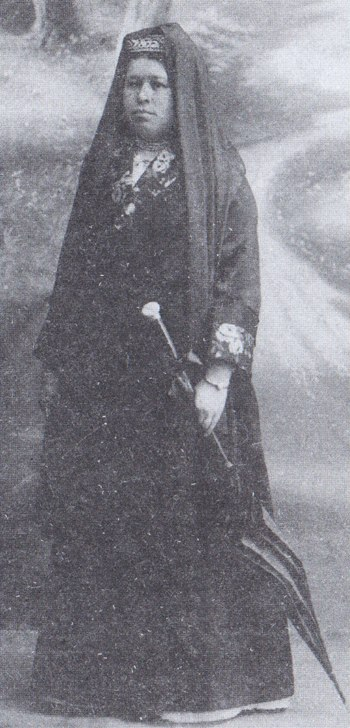
Зухра Сеид-Гиреевна в национальной одежде

В 1922—1925 годы Ахтямов работал юрисконсультом в различных учреждениях в Средней Азии. В 1925 году он переехал в Казань и, в 1925—1930 годы, был юристом в учреждениях Татарской республики. Входил в комитет «Яналиф» и, при этом, выступал против введения нового латинского алфавита тюркской письменности — подписал в 1927 году «Письмо 82-х» с протестом ряда представителей татарской интеллигенции против латинизации.
В 1931—1935 годах Ахтямов жил в Азербайджане, а в конце 1930-х — в Москве. 20 октября 1936 года он занял пост заместителя начальника юрбюро Московской транзитной базы «Росшвейсбыт», 20 ноября — был зачислен в штат начальником данной базы. 20 мая 1938 года Ибниямин Абусугутович Ахтямов был арестован по делу «Идель-Уральской организации». Умер в 1941 году.

## Семья
Младший брат, Ибрагим Ахтямов (1880—1936) — уфимский юрист, меньшевик. Ибрагим Ахтямов был женат на русской дворянке и революционерке Юлии Поповой (1875—1943).
В 1912 году Ибниямин Ахтямов был холост, 22 апреля (5 мая) 1913 года женился Зухре Гиреевне, урождённой Султановой  (в других источниках Зегра Сеид-Гиреевна или Зюгря Сеит-Гареевна) — вдове промышленника Тимербулата Курамшевича Акчурина (1826—19 сентября 1906). У неё в браке с Акчуриным, который был для известного купца и мецената третьим, родились сын Хамза, погибший в Уфе во время Гражданской войны и дочь Марьям (?—1928).